# SV Dakota
Maillots
Actualités
Le Sport Vereniging Dakota ou SV Dakota est un club arubais de football basé à Dakota.

## Palmarès
- Championnat d'Aruba de football (17)
  - Vainqueur : 1962, 1963, 1964, 1966, 1967, 1970, 1971, 1972, 1974, 1976, 1980, 1981, 1982, 1983, 1995, 2018 et 2022
  - Vice-champion : 1979, 1984, 1985, 1988, 1991, 1998, 2000 et 2016

- Coupe d'Aruba (2) :
  - Vainqueur en 2007 et 2019
  - Finaliste en 2012 et 2017

- Championnat des Antilles néerlandaises de football :
  - Vice-champion en 1962, 1963, 1970 et 1983 (printemps)

1. 1 2  Seuls les principaux titres en compétitions officielles sont indiqués ici.